# 森特鎮區 (印地安納州布恩縣)
森特鎮區（英語：Center Township）是位於美國印地安納州布恩縣的一個行政鎮區。

## 地方資料
根據2010年美國人口普查的數據，森特鎮區的面積為169.20平方千米，當中陸地面積為169.20平方千米，而水域面積為0.00平方千米。當地共有人口18030人，而人口密度為每平方千米106.56人。